# Какілашвілі Нугзар Шалвович
Нугзар Шалвович Какілашвілі (груз. ნუგზარ კაკილაშვილი; 28 травня 1960, Тбілісі) — радянський футболіст, півзахисник, майстер спорту СРСР міжнародного класу.

## Біографія
За даними офіційного сайту «Динамо Тбілісі», Какілашвілі народився 28 травня 1960 року, хоча деякі джерела називають датою його народження 25 серпня.
Почав займатися футболом з ФШ-35 Міносвіти Тбілісі. У 1977 році він став гравцем «Динамо Тбілісі», але, перш ніж закріпитися в першій команді, деякий час пограв у дублі. У 1979 році «Динамо» виграло кубок СРСР з футболу і отримало право на участь в Кубку володарів кубків УЄФА. «Динамо» дійшло до фіналу, в якому Какілашвілі вийшов на заміну за рахунку 1:1 замість Заура Сванадзе. За чотири хвилини до закінчення основного часу Віталій Дараселія приніс тбілісцям перемогу. Загалом Какілашвілі грав за «Динамо» до 1987 року, за цей час провів в клубі 198 матчів і забив 21 гол.
Після відходу з «Динамо» Нугзар грав у другому дивізіоні за «Гурію» і «Динамо Батумі», а завершив кар'єру в «Шевардені-1906». По завершенні кар'єри футболіста був призначений директором національного стадіону ім. Бориса Пайчадзе. Також очолював столичну федерацію футболу.

## Досягнення
- Володар Кубка володарів кубків: 1981
- Володар Кубка СРСР: 1979
- Бронзовий призер чемпіонату СРСР: 1981
- Срібний призер Спартакіади народів СРСР: 1979